# Ціолковський (місто)
Ціолковський (до 2015 року — Углегорськ) — місто, що утворює закрите адміністративно-територіальне утворення Селище Углегорськ в  Амурській області.

## Назва
З 1969 по 1994 рік Углегорськ мав назву «Свободний-18».
Селище назвали Углегорськом у 1960-ті роки, проте вугілля тут ніколи не видобували. Назву населений пункт отримав, щоб потенційний противник не здогадався, що в цьому місці стоїть ракетна дивізія. Будівництво полігону замаскували під вугільні розробки.
У 1994 селищу було присвоєно назву «закрите адміністративно-територіальне утворення селище Углегорськ». У 2001 році ЗАТУ «селище Углегорськ» перейменовано на ЗАТУ «Углегорськ».
14 березня 2014 року в селищі відбулися публічні слухання з перейменування Углегорська на Ціолковський, проведені з ініціативи В. В. Путіна. А 5 червня 2014 року були проведені підсумки опитування жителів про перейменування. Майже 85 % проголосували за перейменування.
У вересні 2015 року депутати Амурської області прийняли закон про зміну статусу селища Углегорська і перетворення його на місто без зміни встановлених адміністративних кордонів. На початку жовтня 2015 року депутати схвалили пропозицію про присвоєння йому назви Ціолковський і звернулися з цим проханням до уряду РФ.
У грудні 2015 року місту присвоєно ім'я Ціолковського.

## Географія
Селище розташоване на річці Велика Пьора, притоці річки Зеї, за 180 км на північ Благовєщенська, в 110 км від кордону з Китаєм. За 45 км південніше селища розташоване місто Свободний, за 35 км на північний захід — місто Шимановськ.
Залізнична станція Крижана розташована за 5 км від селища. Федеральна автомобільна дорога «Амур» проходить поблизу селища.

## Історія
Селище Углегорськ Амурської області засноване в 1961 році. Статус робітничого селища закритого типу було присвоєно Указом Президії Верховної Ради РРФСР від 19.10.1965 року
У 1969 році робітниче селище закритого типу Углегорськ перейменували на селище Свободний-18 Амурської області. Відповідно до Указу Президії Верховної Ради РРФСР від 17.08.1982 всі робітничі селища були віднесені до селищ міського типу. На підставі Постанови Верховної Ради РФ від 14.07.1992 всі закриті селища набули статусу закритих адміністративно-територіальних утворень (ЗАТУ). На підставі розпорядження Уряду РФ від 04.01.1994 № 3-д присвоєно офіційну географічну назву «закрите адміністративно-територіальне утворення селище Углегорськ»
У відповідності до Постанови Уряду РФ від 5 липня 2001 № 508 «Про затвердження переліку закритих адміністративно-територіальних утворень і розташованих на їх територіях населених пунктів» ЗАТУ селище Углегорськ перейменоване на ЗАТО Углегорськ. У результаті адміністративної реформи було утворено міський округ Углегорськ.
Містоутворюючим об'єктом селища до 2007 року був космодром Свободний, раніше, до розформування — 27-а Червонопрапорна далекосхідна дивізія РВСП.
До 2018 року на території сучасного селища передбачається побудувати місто Ціолковський на 25 000 жителів, в якому буде проживати персонал  космодрому Восточний, що наразі будується
.
19 липня 2010 року російський прем'єр-міністр Володимир Путін заявив, що «урядом було прийнято рішення про виділення для початку повномасштабного будівництва космодрому „Восточний“ 24700000000 рублів (близько 809 млн доларів) на найближчі три роки».
30 листопада 2015 року стало відомо, що одну з вулиць міста назвуть «третьою вулицею Будівельників», як данину поваги творчості Ельдара Рязанова.
29 грудня 2015 року співробітники космодрому Восточний отримали перший ордери на житло.

## Інфраструктура
На території селища розташовано 33 багатоквартирних житлових будинки, котельна. Є середня школа, дитяча школа мистецтв, два дитячих садки, лікарня, будинок дитячої творчості. Будується дерев'яний православний храм.

## Підприємства, установи
- Космодром «Восточний» (містоутворюючий об'єкт);

## Клімат
Клімат континентальний з мусонними рисами. Середньомісячна температура січня становить -25,6 °С. Абсолютний мінімум багаторічних спостережень -49,0 °C. Середньомісячна температура липня +20,6. Абсолютний максимум багаторічних спостережень +39,1 °C.
Дата першого морозу — 3 жовтня, перші заморозки — на початку вересня. Дата останнього морозу — 5 квітня, останні заморозки — наприкінці травня.
У перехідний період (квітень-травень) епізодично відзначаються сильні вітри до 20 м/с. У зимовий час вітер слабкий. Середньорічний фон атмосферного тиску вище норми, вологість повітря 50-60 %, протягом року спостерігається не менш 310 сонячних днів.
Кліматична таблиця за даними найближчої метеостанції Шимановськ (35 км на північний захід Углегорська а):
| Клімат Ціолковського | Клімат Ціолковського | Клімат Ціолковського | Клімат Ціолковського | Клімат Ціолковського | Клімат Ціолковського | Клімат Ціолковського | Клімат Ціолковського | Клімат Ціолковського | Клімат Ціолковського | Клімат Ціолковського | Клімат Ціолковського | Клімат Ціолковського | Клімат Ціолковського |
| Показник | Січ.                 | Лют.                 | Бер.                 | Квіт.                | Трав.                | Черв.                | Лип.                 | Серп.                | Вер.                 | Жовт.                | Лист.                | Груд.                | Рік                  |
| Абсолютний максимум, °C | −1                   | 2,7                  | 17,0                 | 26,7                 | 34,0                 | 39,1                 | 37,4                 | 35,0                 | 32,6                 | 27,4                 | 11,0                 | 0,0                  | 39,1                 |
| Середній максимум, °C | −18,5                | −12,8                | −3,8                 | 7,8                  | 17,0                 | 23,9                 | 25,9                 | 23,3                 | 16,6                 | 6,1                  | −8,6                 | −17,8                | 5,0                  |
| Середня температура, °C | −25,6                | −20,6                | −10,5                | 2,0                  | 10,4                 | 17,5                 | 20,1                 | 17,4                 | 10,0                 | −0,3                 | −14,7                | −24,1                | −1,5                 |
| Середній мінімум, °C | −32,5                | −28,9                | −19,4                | −5,4                 | 2,2                  | 9,2                  | 13,2                 | 10,6                 | 2,8                  | −7,2                 | −21,4                | −30,4                | −8,9                 |
| Абсолютний мінімум, °C | −49                  | −46,1                | −37,2                | −23,9                | −8,5                 | −2                   | 1,2                  | −0,5                 | −10                  | −24                  | −37,7                | −48,9                | −49                  |
| Норма опадів, мм | 6                    | 8                    | 10                   | 29                   | 38                   | 79                   | 126                  | 84                   | 63                   | 25                   | 17                   | 11                   | 496                  |
| --- | -------------------- | -------------------- | -------------------- | -------------------- | -------------------- | -------------------- | -------------------- | -------------------- | -------------------- | -------------------- | -------------------- | -------------------- | -------------------- |
| Джерело: Шимановск, Российская федерация. Архив климатических данных. Архів оригіналу за 15 травня 2012. Процитовано 9 січня 2016. |                      |                      |                      |                      |                      |                      |                      |                      |                      |                      |                      |                      |                      |